# Kaptury (Zaścinocze)
 Kaptury (ukr. Каптори) – zniesiona wieś nad Seretem, obecnie w granicach wsi Zaścinocze na Ukrainie, w obwodzie tarnopolskim, w rejonie tarnopolskim. 
Do 2020 w rejonie trembowelskim.

## Historia
Dawniej wieś, która w połowie XIX wieku stanowiła odrębną gminę jednostkową Królestwa Galicji i Lodomerii. Następnie zniesiona i połączona w jedną gminę wraz z położonym na południowy wschód Zaścinoczem. Także W II RP figuruje jako część Zaścinocza.
Obecnie Kaptury to ulica stanowią północno-zachodnią część Zaścinocza.